# Bestia del mare

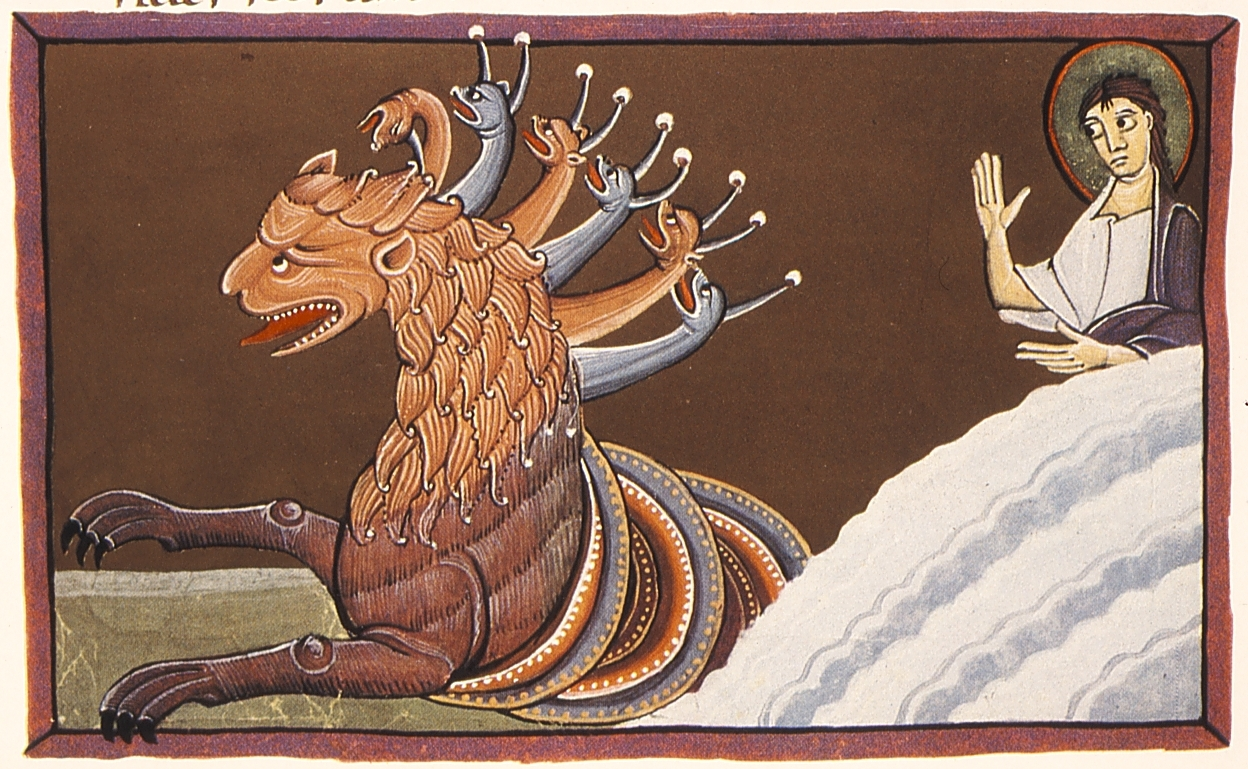
La Bestia del mare

La Bestia del mare è un mostro simbolico nominato nella Bibbia, nell'Apocalisse di Giovanni al capitolo 13.

## Descrizione
Il passo biblico restituisce la descrizione della creatura:
(Ap, 13, 1-2)
e ne delinea la potenza sovrannaturale riferendo l'episodio della guarigione di una «piaga mortale», da cui una sua testa sembrò essere stata colpita.  Secondo il racconto, il Drago dell'Apocalisse gli concede il potere di proferire «per quarantadue mesi» «parole d'orgoglio e bestemmie» e di sconfiggere in guerra i santi, tanto da suscitare l'adorazione degli uomini, colpiti dalla sua invincibile potenza.
Il racconto prosegue con la descrizione di una seconda bestia:
(Ap, 13, 7)
la quale, in presenza della prima, é in grado di esercitare tutto il potere di quella e di operare grandi prodigi, come la pioggia di fuoco. Questa seconda bestia - continua il passo - costringe gli uomini ad adorare la prima e dà la vita a un simulacro di quella, dotata delle medesime inclinazioni. A tutti gli uomini fu ordinato di farsi imprimere sulla fronte e sulla mano destra «il nome della bestia o il numero del suo nome», pari a sei-sei-sei. Coloro che non portano il marchio non possono né vendere che comprare, e spesso finiscono per subire il martirio. 
Terminati i quarantadue mesi, la Bestia e i suoi seguaci subiscono diverse piaghe divine, che culminano con la battaglia di Armageddon, in cui vengono sconfitti dalle legioni celesti guidate da Gesù Cristo. 
Ambedue le bestie sono dunque portate al cospetto di Dio, che ordina siano gettate nel lago di fuoco e zolfo come punizione per la loro empietà.

## Interpretazione di alcuni dettagli
Nel racconto si possono ritrovare alcune simbologie tipiche delle visioni profetiche bibliche (riscontrabili anche in profeti come Isaia, Daniele, Geremia):
Il mare: nella Bibbia il mare assume spesso connotati negativi. Dal mare arrivavano in Palestina i Romani, che imponevano l'adorazione degli imperatori come esseri divini e il cui dominio, secondo molti interpreti è rappresentato da San Nicola dalla bestia del mare.
La bestia: la bestia dell'Apocalisse riassume i simboli che caratterizzano le quattro bestie di Daniele 7. Le prime tre erano un leone, un orso e un leopardo, mentre la quarta aveva dieci corna come la bestia che sale dal mare. Complessivamente, inoltre le 4 bestie avevano anch'esse sette teste. Sette è il numero che indica "completezza" in tutte le lingue semitiche.
Le corna e i diademi: le corna sono un simbolo di forza e si identificano generalmente con dei re (per esempio in Daniele 8). L'immagine è rinforzata dai dieci diademi. Dovrebbero quindi rappresentare dieci imperatori romani, anche se non c'è consenso degli studiosi su come contarli. Anche la quarta bestia di Daniele, la più spaventosa era identificata nel basso giudaismo e dagli autori rabbinici con l'impero romano.